# Suragina elegans
Suragina elegans är en tvåvingeart som beskrevs av Karsch 1884. Suragina elegans ingår i släktet Suragina och familjen bäckflugor.
Artens utbredningsområde är Sri Lanka. Inga underarter finns listade i Catalogue of Life.